# Relaxer
Relaxer è il terzo album in studio del gruppo indie rock britannico alt-J, pubblicato nel 2017.

## Tracce
Testi e musiche di Joe Newman, Gus Unger-Hamilton e Thom Sonny Green, eccetto dove indicato.
1. 3WW (feat. Ellie Rowsell) – 5:00
2. In Cold Blood – 3:26
3. House of the Rising Sun – 5:20 (tradiz.)
4. Hit Me Like That Snare – 3:37
5. Deadcrush (feat. Ellie Rowsell) – 3:52
6. Adeline – 5:50 (Joe Newman, Gus Unger-Hamilton, Thom Sonny Green, Hans Zimmer)
7. Last Year (feat. Marika Hackman) – 6:06
8. Pleader – 5:48

## Formazione
- Joe Newman – chitarra, voce
- Thom Sonny Green – batteria, percussioni, programmazioni
- Gus Unger-Hamilton – tastiera, voce